# 吳依潔 (政治人物)
吳依潔（1993年11月23日—），台灣基進政治人物，高雄市人，現任台灣基進台南黨部主任委員，曾任台灣基進台南黨部執行長。2022年參選第四屆台南市議員永康區（第七選區）。曾任國立台灣大學研究生協會會長、校園自殺防治培育講師。

## 生平

### 學生生涯時期
吳依潔畢業於國立台灣大學心理學系，研究所期間擔任台灣大學研究生協會會長，積極參與研究生權益推動、關注台灣民主轉型工作，包括校園轉型正義 、學生身心問題 、學術公共化 、高教議題  、聲援陳文成事件 等等。

### 信仰
據傳吳依潔的信仰為韓國新興宗教攝理教，曾任台大區區長及神學生的身分；在大學時期經常參加與攝理教有關的組織活動及講座，與攝理教牧師來往密切，選舉期間也有攝理教會牧師為她站台。。

### 政治工作經歷
2022年，加入台灣基進成為台南市永康區參選人 ，關注議會改革 、青年參政 、性別平等 、家庭政策、國家主權、轉型正義。並於3月13日與同黨參選人將永康「中正路」覆蓋路牌成為「鹽行北路」，自稱「永康桂綸鎂」，最終僅獲得5,053票落選，得票率4.79%。

## 外部連結
- 吳依潔 Ngôo I-kiat的Facebook專頁
- 吳依潔/Ngô͘ I-kiat /JILL WU/EJJ的Instagram帳戶